# اس‌خرافن‌مور
اس‌خرافن‌مور (به هلندی: 's Gravenmoer) یک منطقهٔ مسکونی در هلند است که در دونگن واقع شده‌است. اس‌خرافن‌مور ۲٬۲۲۰ نفر جمعیت دارد.